# 헤수스 마리아 라크루스
헤수스 마리아 라크루스 고메스(스페인어: Jesús María Lacruz Gómez, 1978년 4월 25일, 나바라 주 팜플로나 ~)는 스페인의 전직 프로 축구 선수로, 다재다능한 수비수였다.
그는 12시즌 동안 아틀레틱 빌바오와 에스파뇰 소속으로 총 272번의 라 리가 경기에 출전에 12골을 기록했다.

## 클럽 경력
나바라 주 팜플로나 출신인 라크루스는 1994년에 세군다 디비시온에 속한 오사수나 소속으로 프로 무대 신고식을 치렀는데, 16세의 나이로 1군 첫 경기를 치렀고, 1997년에는 아틀레틱 빌바오로 이적해 9월 13일에 1-0으로 이긴 아틀레티코 마드리드와의 안방 경기에서 라 리가 첫 경기를 뛰었다. 그는 9시즌 중 나중의 6시즌을 주전으로 뛰었다.
아틀레틱 소속으로 1998-99 시즌 챔피언스리그 6경기를 포함해 251번의 공식경기를 출전한 라크루스는 2006년 여름에 에스파뇰로 €300,000에 3년 계약을 체결하며 이적했고, 전에 그를 지도했던 에르네스토 발베르데 감독과 재회했다. 그의 첫 에스파뇰 공식 경기는 0-4로 패한 바르셀로나와의 수페르코파 데 에스파냐 경기로, 새 무대의 첫 골은 리보르노와의 UEFA컵 경기에서 터졌다. 같은 대회에서 그는 2-1로 이긴 베르더 브레멘전에 1골을 추가했고, 카탈루냐 연고 구단은 결승전까지 올라갔지만, 세비야와의 경기에서 승부차기 끝에 석패했다. 2008-09 시즌에는 불과 10경기 출전에 그쳤던 31세의 라크루스는 류이스 쿰파니스를 떠났다.
2010년 1월 14일, 몇 달 동안 소속이 없던 라크루스는 하위 리그의 레알 우니온에 자유이적으로 입단해 2부 리그에서 반 년을 활약하게 되었고, 그에 따라 다시 바스크 주로 복귀했다. 그는 1년차에 20경기를 모두 선발로 출전했지만, 소속 구단의 강등을 막기에는 역부족이었다.

## 국가대표팀 경력
라크루스는 시드니에서 열린 2000년 하계 올림픽에 스페인 선수단 일원으로 참가해 은메달을 목에 걸었는데, 카메룬에 결승전에서 석패했다. 2년 동안, 그는 U-21 국가대표팀 경기에 9번 출전한 경력도 있다.

## 수상

### 클럽
에스파뇰
- UEFA컵 준우승: 2006–07

### 국가대표팀
스페인 U-23
- 올림픽 은메달: 2000